# Борхани, Араш
Араш Борхани (перс.  آرش برهانی‎, англ. Arash Borhani; 14 сентября 1983, Керман, Иран) — иранский футболист, выступавший на позиции нападающего за национальную сборную Ирана и целый ряд клубов.

## Клубная карьера
Родился 14 сентября 1983 года в городе Керман. Начал карьеру футболиста в юношеских футбольных клубах «ПАС Тегеран» и «Шахрдари» (Керман).
Во взрослом футболе дебютировал в 2002 году выступлениями за команду клуба «ПАС Тегеран», в котором провел четыре сезона, приняв участие в 94 матчах чемпионата. Большинство времени, проведенного в составе ПАСа, был основным игроком атакующего звена команды. В составе этого клуба был одним из главных бомбардиров команды, имея среднюю результативность на уровне 0,36 гола за игру.
С 2006 по 2007 год играл в составе команд клубов «Ан-Наср» (ОАЭ) и «ПАС Тегеран».
Своей игрой за последнюю команду привлек внимание представителей тренерского штаба клуба «Эстегляль», в состав которого присоединился в 2007 году. Отыграл за тегеранскую команду следующие девять сезонов своей игровой карьеры. Играя в составе «Эстегляля», также в основном выходил на поле в основном составе команды. В новом клубе был среди лучших игроков, отличаясь забитым голом в среднем по меньшей мере в каждой третьей игре чемпионата.
В состав клуба «Пайкан» присоединился в 2016 году. За клуб из Тегерана отыграл 5 матчей в национальном чемпионате.

## Карьера в сборной
В течение 2003—2006 годов привлекался в состав молодёжной сборной Ирана. На молодёжном уровне сыграл в 16 официальных матчах, забив 12 голов.
В 2003 году дебютировал в официальных матчах в составе национальной сборной Ирана. Провел в форме главной команды страны 37 матчей, забив 10 голов.
В составе сборной был участником кубка Азии по футболу 2004 года в Китае, на котором команда завоевала бронзовые награды, а также чемпионата мира 2006 года в Германии.

## Достижения
ПАС Тегеран
- Серебряный призёр Иранской Про-лиги (3): 2003, 2004, 2005

«Эстегляль»
- Серебряный призёр Иранской Про-лиги: 2013
- Обладатель Кубка Хазфи (3): 2008, 2012, 2016

Иран
- Чемпион Федерации футбола Западной Азии: 2004